# Edat gestacional
L'edat gestacional és una mesura de l'edat de l'embaràs que es pren des del començament de l'últim període menstrual de la dona, o l'edat corresponent de la gestació estimat mitjançant un mètode més precís si està disponible. Aquests mètodes inclouen afegir 14 dies a una durada coneguda des de la fecundació (com és possible en la fecundació in vitro) o per ecografia obstètrica. La popularitat d'utilitzar aquesta definició d'edat gestacional és que els períodes menstruals es noten essencialment sempre, mentre que normalment no hi ha una manera convenient de discernir quan es produeix la fecundació.
La iniciació de l'embaràs per al càlcul de l'edat gestacional pot ser diferent de les definicions d'inici de l'embaràs en el context del debat sobre l'avortament o el començament de la personalitat humana.